# 鈴木幹夫
鈴木 幹夫（すずき みきお、1951年〈昭和26年〉10月16日 - ）は、日本の政治家。山梨県甲州市長（2期）。第124代山梨県議会議長、山梨県議会議員（4期）、塩山市議会議員（3期）などを歴任した。

## 来歴
山梨県塩山市下塩後（現・甲州市塩山下塩後）に生まれる。1971年（昭和46年）3月、山梨県立農業大学校卒業。
1995年（平成7年）4月、塩山市議会議員に初当選。2003年（平成15年）、3期目の当選。
2005年（平成17年）8月に行われる塩山市長選挙に立候補の意欲を示したが、その後断念した。
同年7月22日に市議を辞職し、28日、山梨県議会議員補欠選挙に塩山市選挙区から無所属で立候補し、無投票により初当選。2011年（平成23年）の県議選から自民党公認で立候補し、3期目の当選。2016年（平成28年）9月2日から2017年（平成29年）6月22日まで第124代山梨県議会議長を務めた。2019年（平成31年）、5期目の当選。

### 2020年甲州市長選挙
2020年（令和2年）1月31日付で、甲州市長の田辺篤が健康上の理由により辞職。これに先立ち、同年1月7日に市長選挙への立候補を表明した。そして同日付で自民党山梨県連幹事長を、同月14日に県議をそれぞれ辞職した。同年2月9日に行われた市長選に自民党山梨県連の推薦を受けて立候補し、元市議の相沢俊行との一騎打ちを制し、初当選した。
※当日有権者数：26,668人 最終投票率：62.82%（前回比：+0.78pts）
| 候補者名 | 年齢 | 所属党派 | 新旧別 | 得票数  | 得票率 | 推薦・支持             |
| -------- | ---- | -------- | ------ | ------- | ------ | ---------------------- |
| 鈴木幹夫 | 68   | 無所属   | 新     | 8,912票 | 53.87% | 自由民主党山梨県連推薦 |
| 相沢俊行 | 64   | 無所属   | 新     | 7,630票 | 46.13% | -                      |

2024年（令和6年）1月21日に甲州市長選挙が告示され、鈴木以外に立候補の届け出がなく、鈴木の無投票再選が決まった。

## 市政
- 2021年（令和3年）9月1日、性的少数者（LGBTなど）が暮らしやすい社会を目指す市民団体代表の山梨学院高等学校3年の女子生徒が、「パートナーシップ宣誓制度」導入の意義を訴える要望書を鈴木と丸山国一市議会議長に提出した[19][20]。これを受けて鈴木は9月13日、年内に導入する考えを市議会本会議で表明した[21]。12月1日、同制度の運用を開始。制度導入は県内で初めて[22]。